# Sticky & Sweet Tour
Sticky & Sweet Tour е осмото турне на Мадона, промоциращо нейният единайсети студиен албум Hard Candy. Шоуто има дати в Европа, Северна и Южна Америка и Израел. Това е първото голямо турне на Мадона под шапката на новата ѝ продуцентска компания Live Nation. То има много постижения през 2008 г., включително най-успешно турне на солов изпълнител, чупейки предишният ѝ рекорд през 2006 г. с Confessions Tour. Турнето има приходи от 280 милиона долара до декември 2008 г. През януари 2009 г., Live Nation съобщават за продължение на турнето ѝ през 2009 г. в Европа. На 11 февруари 2009 г. официалният сайт на Мадона публикува датата на нейния първи концерт в България на 29 август 2009 г. на националния стадион „Васил Левски“ в София.

## Части
Шоуто се описва като „вдъхновено от рока и танца пътешествие“ и има четири основни части.
- Гангстерска: В него са смесени гангстерските стилове от 20-те години със съвременните. Мадона започва шоуто с грандиозно откриване облечена в Живанши.
- Старата школа: Мадона се прехвърля в началото на 80-те години в Ню Йорк и неговата танцувална култура.
- Циганска: Пищно пътешествие до остров Бонита вдъхновено от духа на ромската музика и танц.
- Рейв: Бляскава и спортна част с далеко източното влияние.

## За шоуто
Началото е с видеото „Sweet Machine“, показващо фабрика на бонбони. В края му започва „Candy Shop“, с Мадона появяваща се на 'M' трон. По време на „Beat Goes On“ Мадона и танцьорите ѝ танцуват на стар модел Ролс-Ройс, докато Фарел и Кание Уест се появяват на видео екраните. След това Мадона изпълнява с електрическа китара „Human Nature“ с видео на Бритни Спиърс показващо я заседнала в асансьор. „Vogue“ е последната песен от тази част, последвана от видео-антракт „Die Another Day“, с Мадона като боксьор на екрана, докато танцьорите играят боксов мач на сцената.
Следващата част е вдъхновена от музикалната култура на Ню Йорк от 80-те години и започва с Мадона скачаща на въже на сцената по време на „Into the Groove“. При изпълнението на „Heartbeat“, с движенията си Мадона сякаш контролира нейните танцьори като кукловод. Мадона преоткрива „Borderline“ като рок версия с електрическа китара. „She's Not Me“ е следващата песен, показваща Мадона забавляваща се с нейните превъплъщения и стилове от музикалните клипове на „Open Your Heart“, „Material Girl“, „Vogue“ и „Like a Virgin“. Тази част приключва с „Music“. Кратко видео показва изписан с графити метро влак. Видео-антракта „Rain“ изобразява на екраните фея намираща подслон по време на буря. Тази версия има елементи от „Here Comes the Rain Again“ на Юритмикс.
По време на следващата част, при изпълнението на „Devil Wouldn't Recognize You“, Мадона е с наметало зад кръгъл екран изобразяващ вълни и дъжд. Следва „Spanish Lesson“ с вдъхновен от фламенко танц. Изпълнява с китара „Miles Away“. По време на „La Isla Bonita“ се включва украинската циганска група Трио Колпаков, с включена сватбена песен „Lela Pala Tute“. Мадона и танцьорите сядат встрани и слушат соловото изпълнение на триото „Doli Doli“. След това тя се завръща на сцената с наградената с Оскар за най-добра песен „You Must Love Me“ от филма Евита. Тази част свършва с „Get Stupid“, видео антракт за глобалното затопляне, глада и други световни проблеми.
За последната част, Мадона се завръща на сцената за виртуален дует с Джъстин Тимбърлейк и Тимбаленд за „4 Minutes“. Следващата песен е ремикс на"Like a Prayer" с елементи от "Feels Like Home" на Мек, а видео екраните изобразяват послания от Библията, Корана, Тора и Талмуда. "Ray of Light" се изпълнява с електрическа китара. След това Мадона иска от публиката да изберат песен, която да изпеят заедно – "an oldie but goodie". Следва рок версията на "Hung Up". Мадона се завръща на сцената за последното изпълнение "Give It 2 Me", като завършва песента съвместно с публиката. Накрая на шоуто на видео екраните се появява "Game Over".
В продължението от 2009 година има редица промени в изпълняваните песни. По време на "Candy Shop" има смяна и във видео екраните, като се показва филм на Мерилин Минтър с гигантски език ближещ осветен с неон лед.
Мадона е и с нов костюм в първата част на концерта на дизайнера Рикардо Тучи.
"Heartbeat" е заменена с "Holiday", която съдържа елементи от нейната нова песен "Celebration" и първи сингъл "Everybody", както и компилация от три песни на Майкъл Джаксън изпълнявани в негова памет. Един от танцьорите ѝ – Кенто, танцува с подобни дрехи и стил на игра на Джаксън.
Хитът на Мадона от 1985 година "Dress You Up" заменя рок версията на "Borderline", като има елементи на рок песни като "My Sharona" на The Knack и "God Save The Queen" на Секс Пистълс.
Видео антрактът "Get Stupid" има различна визия в сравнение с 2008 година.
"Hung Up" е премахната и заменена с нова версия на "Frozen", която е поставена между "Like a Prayer" и "Ray of Light". Съдържа елементи от класиката от 80-те години "Open Your Heart" и от песента на Калвин Харис "I'm Not Alone". Видео стените показват оригинални видео сцени от видеото към "Frozen" заснето от Крис Кънингам през 1998 година.
"Ray of Light" също е леко променена. Цитат на Майкъл Джаксън се появяват на екраните преди началото на песента. Интродукцията е по-дълга преди Мадона да се появи на сцената и изборът на песен от публиката в края е премахнат. Вместо това, завършекът е точно като на "Hung Up" от 2008 година – солово изпълнение на китара от Мадона, след което веднага започва "Give It 2 Me".

## Подгряващи изпълнители
- Робин
- Бени Бенаси
- Пол Оукънфолд
- Боб Синклер
- Hamutsun Serve

## Изпълнявани песни
2008 
1. "The Sweet Machine" (Видео начало)(съдържа елементи от саундтрака на „Дони Дарко“, "4 Minutes", "Human Nature" и "Give It 2 Me")
2. "Candy Shop"
3. "Beat Goes On"
4. "Human Nature"
5. "Vogue" (съдържа елементи от "4 Minutes" and "Give It to Me")
6. "Die Another Day" (Ремикс) (Видео антракт)
7. "Into the Groove" (съдържа елементи от "Toop Toop", "Body Work", "Jump", "Apache" и "Double Dutch Bus")
8. "Heartbeat"
9. "Borderline"
10. "She's Not Me"
11. "Music" (съдържа елементи от "Put Your Hands Up 4 Detroit", както и "Last Night a DJ Saved My Life")
12. "Rain" (Ремикс) (Видео антракт) (съдържа елементи от "Here Comes the Rain Again")
13. "Devil Wouldn't Recognize You"
14. "Spanish Lesson"
15. "Miles Away"
16. "La Isla Bonita" (съдържа елементи от "Lela Pala Tute")
17. "Doli Doli"  (Солово изпълнение на трио Колпаков) (Танцов антракт)
18. "You Must Love Me"
19. "Get Stupid" (Видео антракт) (съдържа елементи от "Beat Goes On", "Give It 2 Me", "4 Minutes" и "Voices")
20. "4 Minutes"
21. "Like a Prayer" (съдържа елементи от "Feels Like Home")
22. "Ray of Light"
23. "Hung Up" (съдържа елементи от "Give It 2 Me" and "4 Minutes")
24. "Give It 2 Me"(съдържа елементи от "Fired Up!" (Club 69 микс))

2009 
1. "The Sweet Machine" (Видео начало)(съдържа елементи от саундтрака на „Дони Дарко“, "4 Minutes", "Human Nature" и "Give It 2 Me")
2. "Candy Shop"
3. "Beat Goes On"
4. "Human Nature"
5. "Vogue" (съдържа елементи от "4 Minutes" and "Give It to Me")
6. "Die Another Day" (Ремикс) (Видео антракт)
7. "Into the Groove" (съдържа елементи от "Toop Toop", "Body Work", "Jump", "Apache" и "Double Dutch Bus")
8. "Holiday" (съдържа елементи от "Billie Jean" и части от "Wanna Be Startin' Somethin'")
9. "Dress You Up" (съдържа елементи от "My Sharona")
10. "She's Not Me"
11. "Music" (съдържа елементи от "Put Your Hands Up 4 Detroit", както и "Last Night a DJ Saved My Life")
12. "Rain" (Ремикс) (Видео антракт) (съдържа елементи от "Here Comes the Rain Again")
13. "Devil Wouldn't Recognize You"
14. "Spanish Lesson"
15. "Miles Away"
16. "La Isla Bonita" (съдържа елементи от "Lela Pala Tute")
17. "Doli Doli"  (Солово изпълнение на трио Колпаков) (Танцов антракт)
18. "You Must Love Me"
19. "Get Stupid" (Видео антракт) (съдържа елементи от "Beat Goes On", "Give It 2 Me", "4 Minutes" и "Voices")
20. "4 Minutes"
21. "Like a Prayer" (съдържа елементи от "Feels Like Home")
22. "Frozen" (съдържа елементи от "I'm Not Alone" и части от "Open Your Heart")
23. "Ray of Light"
24. "Give It 2 Me"(съдържа елементи от "Fired Up!" (Club 69 микс))

### Допълнителни факти
- Преди изпълнението на "Hung Up", Мадона пита публиката за песен по избор, която да изпеят заедно. "Express Yourself" е най-често избираната песен. Други песни са: "Like a Virgin", "Holiday", "Open Your Heart", "Lucky Star", "Dress You Up", "I Love New York", "Beautiful Stranger", "American Life", "Burning Up", "Sorry", "Secret", "Causing a Commotion", "Material Girl" и "Everybody".
- На 11 октомври 2008 г. по време но концерта ѝ в Madison Square Garden, Мадона посвещава "You Must Love Me" на дъщеря си, за нейния 12-и рожден ден. На същото шоу Фарел излиза на сцената с Мадона за "Beat Goes On" и "Give It 2 Me".
- На 6 ноември 2008 г. По време на концерта ѝ в Лос Анджелис се включва Бритни Спиърс при изпълнението на "Human Nature". По-късно същата вечер, Джъстин Тимбърлейк излиза на сцената за песента "4 Minutes".
- На 26 ноември 2008 по време на концерта ѝ в Маями Тимбаленд се включва в изпълнението на "4 Minutes", а Фарел в "Give It 2 Me".
- На концертите в Буенос Айрес Мадона включва "Don't Cry for Me Argentina" по време на изпълнението на "You Must Love Me".
- На 11 август 2009 преди изпълнението на "You Must Love Me" в Дания, Мадона и целия стадион пеят "Happy Birthday" на нейния син Роко, който става на 9 години на същия ден и присъства на шоуто.

## Дати на турнето
| Дата              | Град            | Страна         | Място                             |
| ----------------- | --------------- | -------------- | --------------------------------- |
| Европа            |                 |                |                                   |
| 23 август 2008    | Кардиф          | Великобритания | Милениум Стейдиъм                 |
| 26 август 2008    | Ница            | Франция        | Стадион „Шарл Ерман“              |
| 28 август 2008    | Берлин          | Германия       | Олимпийски стадион                |
| 30 август 2008    | Цюрих           | Швейцария      | Военновъздушна база               |
| 2 септември 2008  | Амстердам       | Нидерландия    | Амстердам АренА                   |
| 4 септември 2008  | Дюселдорф       | Германия       | Есприт Арена                      |
| 6 септември 2008  | Рим             | Италия         | Стадио Олимпико                   |
| 9 септември 2008  | Франкфурт       | Германия       | Комерцбанк Арена                  |
| 11 септември 2008 | Лондон          | Великобритания | Стадион „Уембли“                  |
| 14 септември 2008 | Лисабон         | Португалия     | Парк да Бела Виста                |
| 16 септември 2008 | Севиля          | Испания        | Олимпийски стадион                |
| 18 септември 2008 | Валенсия        | Испания        | Валенсия Стрийт Сиркуит           |
| 20 септември 2008 | Париж           | Франция        | Стад дьо Франс                    |
| 21 септември 2008 | Париж           | Франция        | Стад дьо Франс                    |
| 23 септември 2008 | Виена           | Австрия        | Донауинзел                        |
| 25 септември 2008 | Будва           | Черна гора     | Плаж „Яз“                         |
| 27 септември 2008 | Атина           | Гърция         | Олимпийски стадион                |
| Северна Америка   |                 |                |                                   |
| 4 октомври 2008   | Ийст Ръдърфорд  | САЩ            | Изод Сентър                       |
| 6 октомври 2008   | Ню Йорк         | САЩ            | Медисън Скуеър Гардън             |
| 7 октомври 2008   | Ню Йорк         | САЩ            | Медисън Скуеър Гардън             |
| 11 октомври 2008  | Ню Йорк         | САЩ            | Медисън Скуеър Гардън             |
| 12 октомври 2008  | Ню Йорк         | САЩ            | Медисън Скуеър Гардън             |
| 15 октомври 2008  | Бостън          | САЩ            | ТД Гардън                         |
| 16 октомври 2008  | Бостън          | САЩ            | ТД Гардън                         |
| 18 октомври 2008  | Торонто         | Канада         | Еър Канада Център                 |
| 19 октомври 2008  | Торонто         | Канада         | Еър Канада Център                 |
| 22 октомври 2008  | Монреал         | Канада         | Бел Сентър                        |
| 23 октомври 2008  | Монреал         | Канада         | Бел Сентър                        |
| 26 октомври 2008  | Чикаго          | САЩ            | Юнайтед Център                    |
| 27 октомври 2008  | Чикаго          | САЩ            | Юнайтед Център                    |
| 30 октомври 2008  | Ванкувър        | Канада         | Бритиш Кълъмбия Плейс             |
| 1 ноември 2008    | Оукланд         | САЩ            | Оръкъл Арена                      |
| 2 ноември 2008    | Оукланд         | САЩ            | Оръкъл Арена                      |
| 4 ноември 2008    | Сан Диего       | САЩ            | Петко Парк                        |
| 6 ноември 2008    | Лос Анджелис    | САЩ            | Стадион „Доджър“                  |
| 8 ноември 2008    | Лас Вегас       | САЩ            | MGM Гранд Гардън Арена            |
| 9 ноември 2008    | Лас Вегас       | САЩ            | MGM Гранд Гардън Арена            |
| 11 ноември 2008   | Денвър          | САЩ            | Пепси Сентър                      |
| 12 ноември 2008   | Денвър          | САЩ            | Пепси Сентър                      |
| 16 ноември 2008   | Хюстън          | САЩ            | Минит Мейд Парк                   |
| 18 ноември 2008   | Детройт         | САЩ            | Форд Филд                         |
| 20 ноември 2008   | Филаделфия      | САЩ            | Уелс Фарго Център                 |
| 22 ноември 2008   | Атлантик Сити   | САЩ            | Бордуолк хол                      |
| 24 ноември 2008   | Атланта         | САЩ            | Филипс Арена                      |
| 26 ноември 2008   | Маями           | САЩ            | Стадион Долфин                    |
| 29 ноември 2008   | Мексико         | Мексико        | Аутодромо Ерманос Родригес        |
| 30 ноември 2008   | Мексико         | Мексико        | Аутодромо Ерманос Родригес        |
| Южна Америка      |                 |                |                                   |
| 4 декември 2008   | Буенос Айрес    | Аржентина      | Монументал Ривър Плейт            |
| 5 декември 2008   | Буенос Айрес    | Аржентина      | Монументал Ривър Плейт            |
| 7 декември 2008   | Буенос Айрес    | Аржентина      | Монументал Ривър Плейт            |
| 8 декември 2008   | Буенос Айрес    | Аржентина      | Монументал Ривър Плейт            |
| 4 декември 2008   | Сантяго де Чиле | Чили           | Национален стадион Чили           |
| 11 декември 2008  | Сантяго де Чиле | Чили           | Национален стадион Чили           |
| 14 декември 2008  | Рио де Жанейро  | Бразилия       | Ещадио до Маракана                |
| 15 декември 2008  | Рио де Жанейро  | Бразилия       | Ещадио до Маракана                |
| 18 декември 2008  | Сао Пауло       | Бразилия       | Ещадио до Морумби                 |
| 22 декември 2008  | Сао Пауло       | Бразилия       | Ещадио до Морумби                 |
| 22 декември 2008  | Сао Пауло       | Бразилия       | Ещадио до Морумби                 |
| Европа            |                 |                |                                   |
| 4 юли 2009        | Лондон          | Великобритания | O2 Арена                          |
| 5 юли 2009        | Лондон          | Великобритания | O2 Арена                          |
| 7 юли 2009        | Манчестър       | Великобритания | MAN Арена                         |
| 9 юли 2009        | Париж           | Франция        | Пале Омниспор дьо Пари-Берси      |
| 11 юли 2009       | Верчтер         | Белгия         | Верчтер Фестивал Парк             |
| 14 юли 2009       | Милано          | Италия         | Стадион „Сан Сиро“                |
| 16 юли 2009       | Удине           | Италия         | Стадион „Фриули“                  |
| 22 юли 2009       | Барселона       | Испания        | Олимпийски стадион                |
| 23 юли 2009       | Мадрид          | Испания        | Стадион „Висенте Калдерон“        |
| 25 юли 2009       | Сарагоса        | Испания        | Панаирно градче                   |
| 28 юли 2009       | Осло            | Норвегия       | Вале Ховин                        |
| 30 юли 2009       | Осло            | Норвегия       | Вале Ховин                        |
| 2 август 2009     | Санкт Петербург | Русия          | Дворцов площад                    |
| 4 август 2009     | Талин           | Естония        | Място за фестивали Талин          |
| 6 август 2009     | Хелзинки        | Финландия      | Западно пристанище                |
| 8 август 2009     | Гьотеборг       | Швеция         | Стадион „Улеви“                   |
| 9 август 2009     | Гьотеборг       | Швеция         | Стадион „Улеви“                   |
| 11 август 2009    | Копенхаген      | Дания          | Стадион „Паркен“                  |
| 13 август 2009    | Прага           | Чехия          | Природен амфитеатър „Чодов“       |
| 15 август 2009    | Варшава         | Полша          | Летище Бемово                     |
| 18 август 2009    | Мюнхен          | Германия       | Олимпийски стадион                |
| 22 август 2009    | Будапеща        | Унгария        | Кинчем Парк                       |
| 24 август 2009    | Белград         | Сърбия         | Парк Ушче                         |
| 26 август 2009    | Букурещ         | Румъния        | Парк Извор                        |
| 29 август 2009    | София           | България       | Национален стадион „Васил Левски“ |
| Азия              |                 |                |                                   |
| 1 септември 2009  | Тел Авив        | Израел         | Парк Яркон                        |
| 2 септември 2009  | Тел Авив        | Израел         | Парк Яркон                        |

Променени дати
- 3 декември 2008 – Стадион Ривър Плейт, Буенос Айрес, Аржентина (преместен на 5 декември)
- 6 декември 2008 – Стадион Ривър Плейт, Буенос Айрес, Аржентина (преместен на 8 декември)
- 29 юли 2009 – Вале Ховин, Осло, Норвегия (преместен на 28 юли)

Отменени дати
- 8 юли 2009 – MEN Арена, Манчестър, Англия
- 28 юли 2009 – Траб Арена Хамбург Баренфелд, Германия
- 19 юли 2009 – Стад Велодром, Марсилия, Франция
- 20 август 2009 – Хиподрум, Любляна, Словения

## Приходи
| Място на провеждане           | Град            | Продадени билети / Налични  | Приход       |
| ----------------------------- | --------------- | --------------------------- | ------------ |
| Стадион Милениум              | Кардиф          | 33 460 / 33 460 (100%)      | $5 279 107   |
| Стадион Шарл Ерман            | Ница            | 41 483 / 41 483 (100%)      | $4 381 242   |
| Олимпийски стадион            | Берлин          | 47 368 / 47 368 (100%)      | $6 048 086   |
| Военновъздушна база           | Цюрих           | 70 314 / 70 314 (100%)      | $11 093 631  |
| Амстердам арена               | Амстердам       | 50 588 / 50 588 (100%)      | $6 717 734   |
| LTU Арена                     | Дюселдорф       | 35 014 / 35 014 (100%)      | $4 650 327   |
| Стадио Олимпико               | Рим             | 57 690 / 57 690 (100%)      | $5 713 196   |
| Комерцбанк Арена              | Франкфурт       | 39 543 / 39 543 (100%)      | $6 020 706   |
| Стадион Уембли                | Лондон          | 73 349 / 73 349 (100%)      | $11 796 540  |
| Парк да Бела Виста            | Лисабон         | 75 000 / 75 000 (100%)      | $6 295 068   |
| Олимпийски стадион            | Севиля          | 47 712 / 59 258 (82%)       | $4 874 380   |
| Circuito Ricardo Tormo Cheste | Валенсия        | 50 143 / 50 143 (100%)      | $4 941 980   |
| Стад дьо Франс                | Париж           | 138 163 / 138 163 (100%)    | $17 583 211  |
| Дунавски остров               | Виена           | 57 002 / 57 002 (100%)      | $8 140 858   |
| Плаж Яз                       | Будва           | 47 524 / 47 524 (100%)      | $3 463 063   |
| Олимпийски стадион            | Атина           | 75 637 / 75 637 (100%)      | $9 030 440   |
| Изод Сентър                   | Ийст Рътърфорд  | 16 896 / 16 896 (100%)      | $2 812 250   |
| Медисън Скуеър Гардън         | Ню Йорк         | 61 586 / 61 586 (100%)      | $11 527 375  |
| ТД Банкнорт Гардън            | Бостън          | 26 611 / 26 611 (100%)      | $3 658 850   |
| Еър Канада Сентър             | Торонто         | 34 324 / 34 324 (100%)      | $6 356 171   |
| Бел Сентър                    | Монреал         | 34 301 / 34 301 (100%)      | $5 391 881   |
| Юнайтед Сентър                | Чикаго          | 30 968 / 30 968 (100%)      | $5 777 490   |
| Стадион БС Плейс              | Ванкувър        | 52 712 / 52 712 (100%)      | $5 389 762   |
| Оръкъл Арена                  | Оукланд         | 28 198 / 28 198 (100%)      | $4 964 765   |
| Петко Парк                    | Сан Диего       | 35 743 / 35 743 (100%)      | $5 097 515   |
| Стадион Доджър                | Лос Анджелис    | 43 919 / 43 919 (100%)      | $5 858 730   |
| MGM Гранд Гардън Арена        | Лас Вегас       | 29 157 / 29 157 (100%)      | $8 397 640   |
| Пепси Сентър                  | Денвър          | 23 501 / 23 501 (100%)      | $4 434 020   |
| Минит Мейд Парк               | Хюстън          | 41 498 / 41 498 (100%)      | $5 170 100   |
| Форд Филд                     | Детройт         | 30 119 / 30 119 (100%)      | $2 395 900   |
| Уачовия Сентър                | Филаделфия      | 13 790 / 13 790 (100%)      | $2 318 530   |
| Бордуок Хол                   | Атлантик Сити   | 13 293 / 13 293 (100%)      | $3 321 000   |
| Филипс Арена                  | Атланта         | 14 843 / 14 843 (100%)      | $2 632 952   |
| Стадион Долфин                | Маями           | 47 998 / 47 998 (100%)      | $6 137 030   |
| Форо Сол                      | Мексико         | 104 270 / 104 270 (100%)    | $10 428 743  |
| Стадион Ривър Плейт           | Буенос Айрес    | 263 693 / 263 693 (100%)    | $18 274 292  |
| Национален стадион Чили       | Сантяго         | 146 242 / 146 242 (100%)    | $11 385 499  |
| Стадион Маракана              | Рио де Жанейро  | 107 000 / 107 000 (100%)    | $7 322 269   |
| Стадион Марумби               | Сао Пауло       | 196 656 / 196 656 (100%)    | $15 462 185  |
| O2 Арена                      | Лондон          | 27 464 / 27 464 (100%)      | $5 873 149   |
| MAN Арена                     | Манчестър       | 13 457 / 13 457 (100%)      | $2 827 517   |
| Берси                         | Париж           | 15 806 / 15 806 (100%)      | $2 306 551   |
| Верчтер Фестивал Парк         | Верчтер         | 68 434 / 68 434 (100%)      | $7 190 295   |
| Стадион Сан Сиро              | Милано          | 55 338 / 55 338 (100%)      | $6 507 798   |
| Стадион Фриули                | Удине           | 28 362 / 28 362 (100%)      | $3 236 277   |
| Олимпийски стадион            | Барселона       | 44 811 / 44 811 (100%)      | $5 010 557   |
| Стадион Висенте Калдерон      | Мадрид          | 31 941 / 31 941 (100%)      | $4 109 791   |
| Панаирно градче               | Сарагоса        | 30 940 / 30 940 (100%)      | $2 015 381   |
| Вале Ховин                    | Осло            | 79 409 / 79 409 (100%)      | $10 481 500  |
| Дворцов площад                | Санкт Петербург | 27 103 / 27 103 (100%)      | $4 431 805   |
| Място за фестивали Талин      | Талин           | 72 067 / 72 067 (100%)      | $5 924 839   |
| Западно пристанище            | Хелзинки        | 85 354 / 85 354 (100%)      | $12 148 455  |
| Стадион Улеви                 | Гьотеборг       | 119 709 / 119 709 (100%)    | $14 595 910  |
| Стадион Паркен                | Копенхаген      | 48 064 / 48 064 (100%)      | $6 709 250   |
| Природен амфитеатър Чодов     | Прага           | 42 682 / 42 682 (100%)      | $3 835 776   |
| Летище Бемово                 | Варшава         | 79 343 / 79 343 (100%)      | $6 526 867   |
| Олимпийски стадион            | Мюнхен          | 35 127 / 35 127 (100%)      | $3 655 403   |
| Кинсем парк                   | Будапеща        | 41 045 / 41 045 (100%)      | $3 920 651   |
| Парк Ушче                     | Белград         | 39 713 / 39 713 (100%)      | $1 738 139   |
| Парк Извор                    | Букурещ         | 69 088 / 69 088 (100%)      | $4 659 836   |
| Стадион „Васил Левски“        | София           | 53 660 / 53 660 (100%)      | $4 896 938   |
| Парк Яркон                    | Тел Авив        | 99 674 / 99 674 (100%)      | $14 656 063  |
|                               | ОБЩО            | 3 545 899 / 3 557 445 (99%) | $407 713 266 |

### Постижения
- Изпълненията на Мадона на Стад дьо Франс, Стадион Уембли, Медисън Скуеър Гардън и Военновъздушната база в Цюрих са съответно на 3-то, 13-о, 15-о and 20-о място в Топ 25 на Билборд по приходи за 2008.
- Турнето е на трето място в Билборд „Топ 25 турнета“, с приход от 180 милиона долара (до средата на ноември 2008).
- Pollstar поставя турнета като водещо по приходи в Северна Америка със 105.3 милиона долара.

### Рекордни продажби
- На 11 септември 2008, Мадона изнася концерт в Лондон пред 74 000 фенове с приход от 12 милиона долара и минава по приходи всички предишни концерти на Стадион Уембли.
- Другото голямо постижение е в Цюрих, където шоуто е пред 72 000 души – най-голямата аудитория на концерт в Швейцария.
- 50 000 билета за концерта във Ванкувър са продадени за 29 минути.
- Мадона провежда и най-успешният концерт в Гърция – на единственото шоу в Атина присъстват 75 637 души.
- В Ню Йорк – Медисън Скуеър Гардън Мадона има четири напълно продадени концерта с рекордно продадени билети – 61 586.

Продължението на турнето на Мадона през 2009 г. също е изключително успешно.
- Концертите в Лондон на 4 юли в O2 и в Манчестър на 7 юли в MAN Арена са продадени за минути.
- Концертите в Хелзинки, Осло, Гьотеборг и Верчтер са разпродадени в деня в който започва продажбата на билети – в Хелзинки, около 76 000 билета са продадени за три часа; в Осло, всички 40 000 билета са разпродадени за 34 минути; в Гьотеборг, 55 000 билета свършват за два часа; а във Верчтер около 70 000 билета се разграбват в първите часове.

## Запис и излъчване
Според аржентинският вестник La Nación, DVD записът на турнето е заснет по време на концертите в Стадион Ривър Плейт – Аржентина. В интервю с Крис Ламб (видео режисьор на турнето) се казва, че Мадона е избрала аржентинската публика поради силната емоционална връзка която ги свързва.
На 4 юли 2009 г. турнето от 2008 е излъчено за първи път по британския телевизионен канал Sky1.
На 12 януари 2010 г. официалният сайт на Мадона съобщава за видео изданието на турнето. Озаглавен Sticky & Sweet албумът се издава от Live Nation на 30 март 2010 г.